# Don't Worry, He Won't Get Far on Foot
Don't Worry, He Won't Get Far on Foot (bra: A Pé Ele Não Vai Longe; prt: Não Te Preocupes, Não Irá Longe a Pé) é um filme estadunidense de 2018, do gênero comédia dramático-biográfica, dirigido por Gus Van Sant, com roteiro de John Callahan, Jack Gibson, William Andrew Eatman e do próprio Van Sant baseado no livro de memórias homônimo de Callahan.
Estrelado por Joaquin Phoenix, Jonah Hill, Rooney Mara, e Jack Black, o filme estreou no Festival Sundance de Cinema em 19 de janeiro de 2018.

## Elenco
- Joaquin Phoenix - John Callahan
- Jonah Hill - Donnie
- Rooney Mara - Annu
- Jack Black - Dexter
- Mark Webber - Mike
- Udo Kier - George
- Angelique Rivera - Terry Alvarado
- Olivia Hamilton - Lily
- Steve Zissis - Elias
- Carrie Brownstein - Suzanne
- Heather Matarazzo - Shannon
- Rebecca Rittenhouse - Bonnie
- Ron Perkins - Morton Kimble
- Rebecca Field - Margie Bighew
- Kim Gordon - Corky
- Emilio Rivera - Jesus Alvarado